# Шилова, Юлия Витальевна
Ю́лия Вита́льевна Ши́лова (11 мая 1969 года, Артём, Приморский край, СССР) — российская писательница, автор детективных романов. По образованию — юрист и психолог.

## Биография
Девичья фамилия Антонова. Родилась в 1969 году в г. Артёме Приморского края, там же окончила среднюю школу № 11. Жила во Владивостоке, в 1985 году окончила хореографическое училище по специальности «актер балета».
В Москве живёт с 1986 года. Окончила Национальный Институт Бизнеса и Московскую гуманитарно-социальную академию. Занималась бизнесом, который потеряла в 1998 году.
В 1999 году начала писать детективы. В 2000-е годы была одним из самых издаваемых авторов взрослой художественной литературы по суммарному тиражу выпущенных за год книг. В 2012 году Шилова заняла среди самых издаваемых авторов по художественной литературе второе место после Донцовой, выпустив за год 108 наименований книг общим тиражом 3256,7 тыс. экз.. В дальнейшем произошел резкий спад суммарного годового тиража книг Шиловой — 64 наименования общим тиражом 891 тыс. экз. в 2013 году, 38 наименований общим тиражом 506,0 тыс. экз. в 2014 году. В 2015 году Шилова впервые за многие годы не попала в «двадцатку» самых издаваемых авторов по художественной литературе.

## Личная жизнь
Имеет двух дочерей — Лолиту и Злату.